# Estatori
Estatori (en llatí Statorius) era un centurió de l'exèrcit romà que va servir sota Publi Corneli Escipió i Gneu Corneli Escipió a Hispània l'any 213 aC.
Aquestos generals el van enviar com a ambaixador davant el rei Sifax de Numídia a la cort del qual va restar per entrenar als soldats d'infanteria númides en les tàctiques romanes. El seu nom era probablement Luci Estatori, esmentat com la persona que va acompanyar a Gai Leli en la seva ambaixada a Sifax.